# Деграссо, Джимми
Джимми Деграссо (англ. Jimmy DeGrasso; род. 16 марта 1963) — американский барабанщик группы F5 и певца Элиса Купера.
Родился в городе Бетлехем, штат Пенсильвания 16 марта 1963 года. Окончил школу в 1981 году.
Деграссо также выступал с Литой Форд, Оззи Осборном, White Lion, Suicidal Tendencies и Y&T. Некоторое время он являлся членом треш-метал-группы Megadeth.

## Карьера
Джимми Деграссо присоединился к группе Y&T в 1986 году, заменив их первоначального барабанщика Леонарда Хэйза.
В 1995 году он участвовал в записи альбома The Craving сольной группы Дэйва Мастейна MD.45. В 1998 году Мастейн предложил Деграссо вступить в его основную группу Megadeth за пять дней до следующего шоу в рамках тура в поддержку альбома Cryptic Writings. Чтобы запомнить свои партии в песнях, Джимми ходил повсюду с плеером фирмы Sony Walkman и слушал треки, которые нужно будет играть на концерте. Он был в составе группы во времена записи двух студийных (Risk и The World Needs a Hero) и одного концертного (Rude Awakening) альбомов.
После Megadeth Деграссо участвовал в престижных фестивалях барабанщиков Modern Drummer Festival (в 2002 году), Ultimate Drummers Weekend (в Австралии) и Drummer Live (в Великобритании).
Джимми высоко ценится как сессионный музыкант.
Он гастролировал с группой Stone Sour (сайд-проект вокалиста Slipknot Кори Тейлора) и гитаристом-легендой Ронни Монтрозом.
В настоящее время он проживает в городе Сан-Хосе (Калифорния), где открыл собственный магазин для барабанщиков «San Jose Pro Drum».
Деграссо отыграл 11 концертов вместе с Элисом Купером, пока его барабанщик Эрик Сингер играл на нескольких концертах с Kiss.
Музыкант также является ударником групп F5 и Hail вместе с бас-гитаристом Megadeth Дэвидом Эллефсоном.

## Бывшие группы и исполнители
- Y&T (1987—1990, 1995)
- Фиона (1992)
- Suicidal Tendencies (1992—1995)
- Элис Купер (1994—2002 и 2008)
- Megadeth (1998—2002)
- Дэвид Ли Рот (2006)

## Дискография
- 1987 Y&T - Contagious
- 1990 Y&T - Yesterday & Today Live
- 1990 Y&T - Ten
- 1992 Фиона - Squeeze
- 1994 Suicidal Tendencies - Suicidal For Life
- 1995 Y&T - Musically Incorrect
- 1996 MD.45 - The Craving
- 1997 Элис Купер - Fistful of Alice
- 1998 A.N.I.M.A.L. - Poder Latino
- 1998 Y&T - Endangered Species
- 1999 Megadeth - Risk
- 2000 Megadeth - Capitol Punishment
- 2001 Megadeth - The World Needs A Hero
- 2001 Megadeth - Behind the Music
- 2002 Megadeth - Rude Awakening
- 2002 Megadeth - Still Alive... and Well?
- 2005 Megadeth - Greatest Hits: Back to the Start
- 2006 Megadeth - Arsenal of Megadeth
- 2007 Megadeth - Warchest
- 2008 F5 - The Reckoning
- 2008 Megadeth - Anthology: Set the World Afire